# Dompelpomp

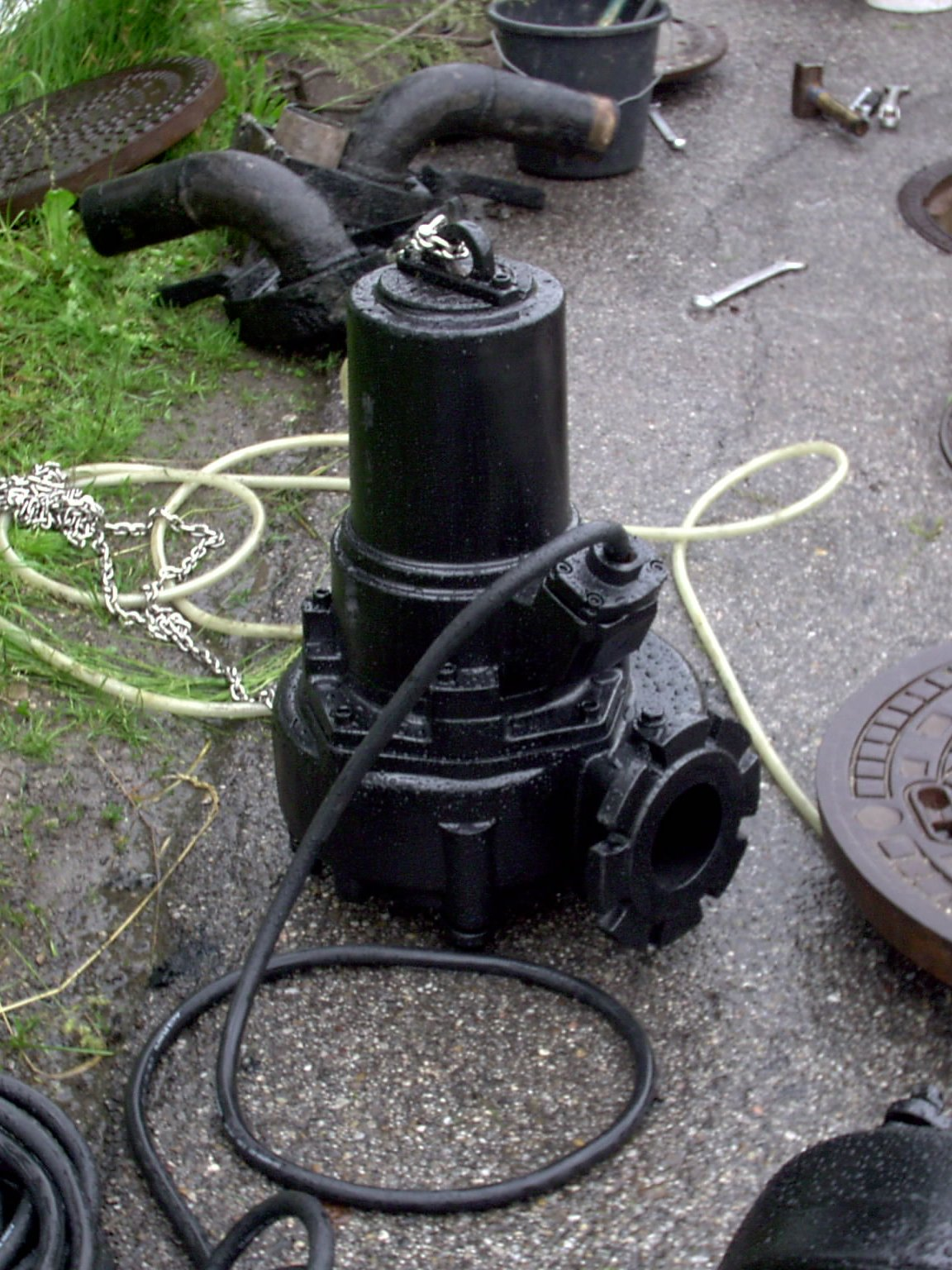
Dompelpomp

Een dompelpomp of klokpomp is een pomp die geheel in de te verpompen vloeistof wordt ondergedompeld. De aandrijving kan elektrisch zijn zoals bij een centrifugaalpomp (de zogenaamde kelderpomp waarmee kelders en kruipruimtes worden leeggepompt), hydraulisch of elektromechanisch zoals bij een zuigerpomp (bijvoorbeeld de pomp in een olieveld die met een jaknikker is verbonden).
Doordat de pomp zich altijd onderaan bevindt, kan deze de vloeistof omhoog pompen tot elke gewenste hoogte binnen de beperkingen van het vermogen van de aandrijving en de druk die de pomp en de daarop aangesloten persleiding aankunnen.
Een belangrijke beperking aan dompelpompen is de koeling van de motor. De meest bekende motoren zijn luchtgekoeld door middel van een ventilator. Deze techniek kan niet gebruikt worden bij dompelmotoren. Het zal in veel gevallen de verpompte vloeistof zijn die de motor koelt. Vandaar dat de pomp in de meeste gevallen enkel mag starten wanneer ze volledig ondergedompeld is en dat in de gebruiksaanwijzing het regime voor intervalbedrijf wordt opgegeven.
Dit type van pompen wordt vooral gebruikt voor: grondwaterverlaging, oppompen van grondwater voor drinkwater of bluswater, wegpompen van drainagewater, effluent en vuilwater.
De bij veel mensen bekende kelderpomp heeft meestal een schakelaar die door een vlotter wordt bediend en waarmee wordt voorkomen dat de pomp droogloopt. Een nieuw kenmerk bij bepaalde kelderpompen is het afpompen tot op dweilniveau, dit type kelderpomp wordt soms met vlakzuigpompen aangeduid.
Een elektrische dompelpomp is waterdicht afgesloten en kan in verband met veiligheid niet door een hobbyist worden gerepareerd.